# Penny Whetton
Penelope Whetton (5 de enero de 1958-11 de septiembre de 2019) fue una climatóloga australiana, experta en proyecciones regionales de cambio climático debido al calentamiento global y los impactos de estos cambios. Su principal enfoque científico fue Australia.

## Primeros años
Whetton nació en Melbourne, Victoria. Tenía una licenciatura en Ciencias (con honores), con especialización en Física, y un año con honores en Meteorología, de la Universidad de Melbourne. Recibió un doctorado en filosofía en la misma universidad en 1986. 

## Carrera
Whetton comenzó su carrera a fines de los años 80 como investigadora en el Departamento de Geografía de la Universidad de Monash en Clayton, Victoria.
En 1989, se unió a la división de Investigación Atmosférica de CSIRO (más tarde se convirtió en Investigación Marina y Atmosférica CMAR CSIRO). Whetton se convirtió en líder de investigación en 1999 y en líder del programa de investigación en 2009.
Fue una de las autoras principales del Cuarto Informe de Evaluación del Panel Intergubernamental sobre el Cambio Climático. 
Whetton fue una oradora invitada en varias conferencias sobre cambio climático, como el «Aspen Global Change Institute», «Four Degrees Or More? Australia in a Hot World» en la Universidad de Melbourne en 2011, y la conferencia «Greenhouse 2011: La Ciencia del Cambio Climático».
Publicó numerosos artículos en revistas científicas sobre el cambio climático, así como una contribución a publicaciones más populares.

## Vida personal
Whetton vivió en Footscray, Victoria, con su esposa Janet Rice, senadora de los Verdes y exalcaldesa de Maribyrnong, y sus dos hijos. En 2003, Whetton se sometió a una cirugía de reasignación de sexo.
Falleció el 11 de septiembre de 2019.